# هوشنك غلشيري
هوشنك غلشيري (بالفارسية: هوشنگ گلشيری) (16 مارس 1932 في أصفهان إيران - 6 يونيو 2000 في طهران) كاتب ومحرر إيراني معاصر لمجلة كارنامه. اعتبره المؤرخون الأدبيون من أكثر رواة القصص الفارسية المعاصرة نفوذًا. وسُميت باسمه جائزة هوشنك غلشيري الأدبية التي تُمنح سنويًا. اشتهر بكتابته للرواية القصيرة «أمير الفتح» في أواخر الأربعينيات. سمي هذا الكتاب بأنه أحد أقوى القصص الإيرانية.
بدأ غلشيري مسيرته في التدريس في القرى ثم في أصفهان. بدعوة من بهرام بيضائي من كلية الفنون الجميلة بجامعة طهران، وقام بتدريس أسبوعي لجيل من الكتاب الذين نشأوا في السبعينيات بعد الثورة، وشكلوا جلسات أسبوعية لرواية القصص وانتقاد القصص. وكان أيضًا عضوًا في رابطة الكتاب الإيرانيين والمؤسس المشارك للدائرة الأدبية جانج أصفهان.

## روابط خارجية
- هوشنغ كلشيري على موقع IMDb (الإنجليزية)